# Менифи (Калифорния)
Менифи (англ. Menifee) — город в округе Риверсайд, штат Калифорния, США. Входит в состав Большого Лос-Анджелеса. Согласно переписи 2020 года, население составляет 102 527 человек.

## История
Первоначально район заселили луисеньо. В 18 веке территория попала под власть Испании. В 1848 году, в результате американо-мексиканской войны, земли отошли США.
Земледелие, зародившееся в середине 19 века, было сосредоточено в районе Менифи. Добыча полезных ископаемых началась в начале 1880-х годов после открытия шахтёром Лютером Менифи Уилсоном значительной залежи кварца. В честь него и назван Менифи.
3 июня 2008 года жители проголосовали за образование 26 города в округе Риверсайд. Официально Менифи основан 1 октября того же года.

## География
Город граничит c Перрисом, Каньон-Лейком, Лейк-Элсинором, Уилдомаром, Марриетой и Винчестером. Через Менифи проходит магистраль I-215.
По данным Бюро переписи населения США, город имеет общую площадь в 120,7 км2. 99,70 % приходится на сушу, а 0,30 % — на воду.

## Население
| Год переписи                              | Нас.   |  | %±    |
| ----------------------------------------- | ------ |  | ----- |
| 2010                                      | 77519  |  | —     |
| 2020                                      | 102527 |  | 32,3% |
| 2010–2020 — перепись населения. Источник: |        |  |       |